# Muletto

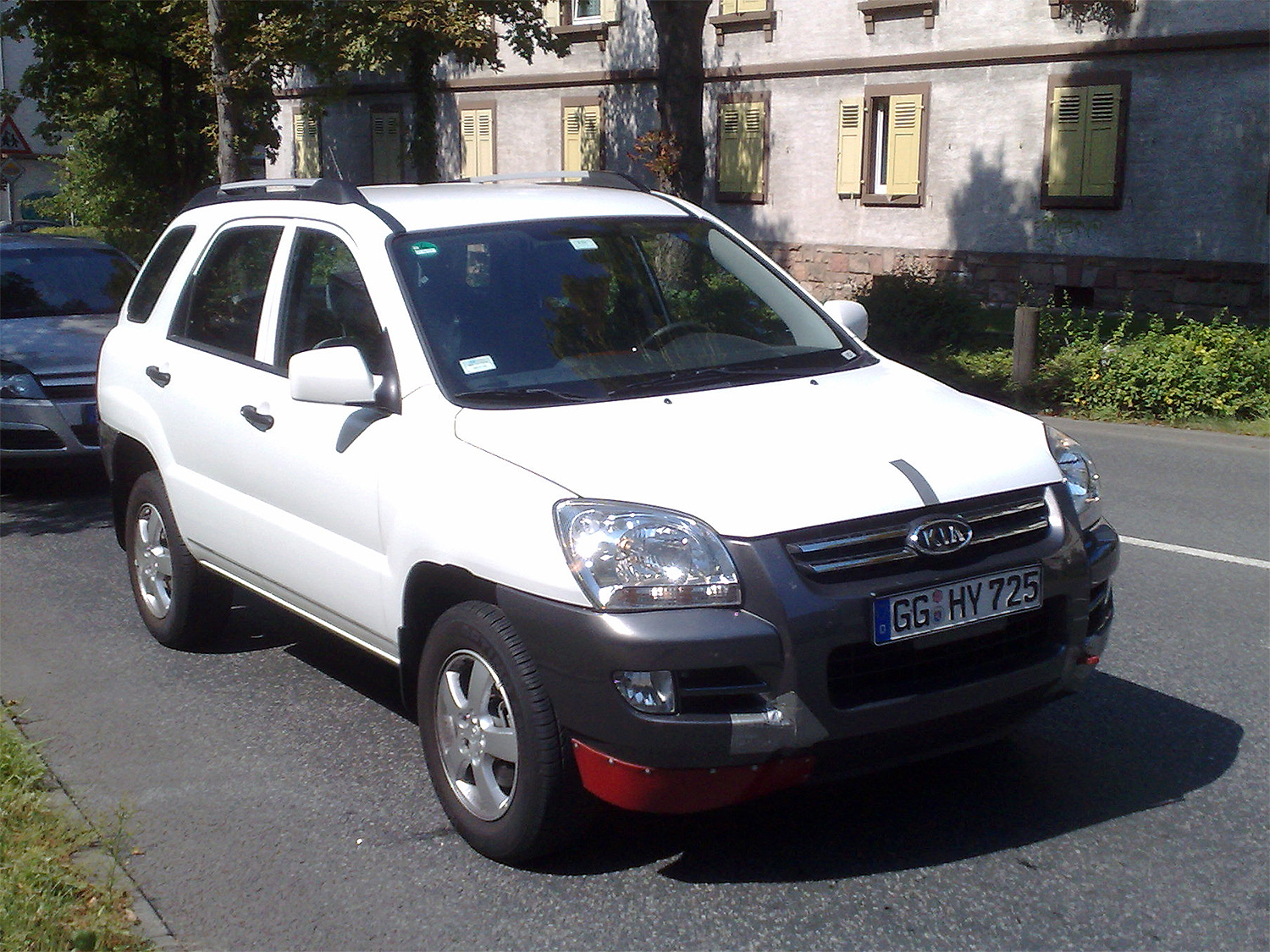
Muletto mit Kia-Sportage-Karosserie

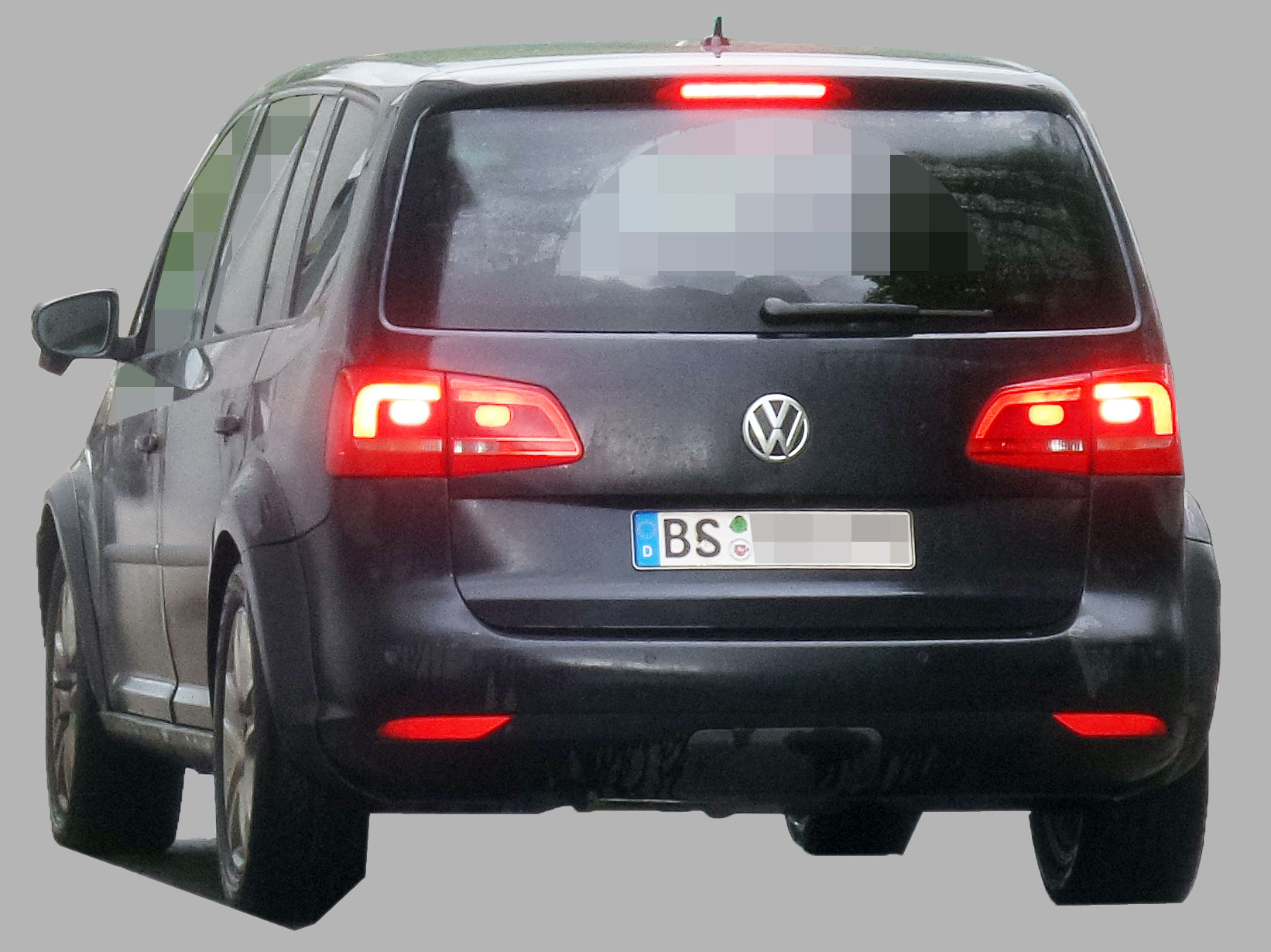
Die Kotflügel dieser Touran-Karosserie mussten verbreitert werden

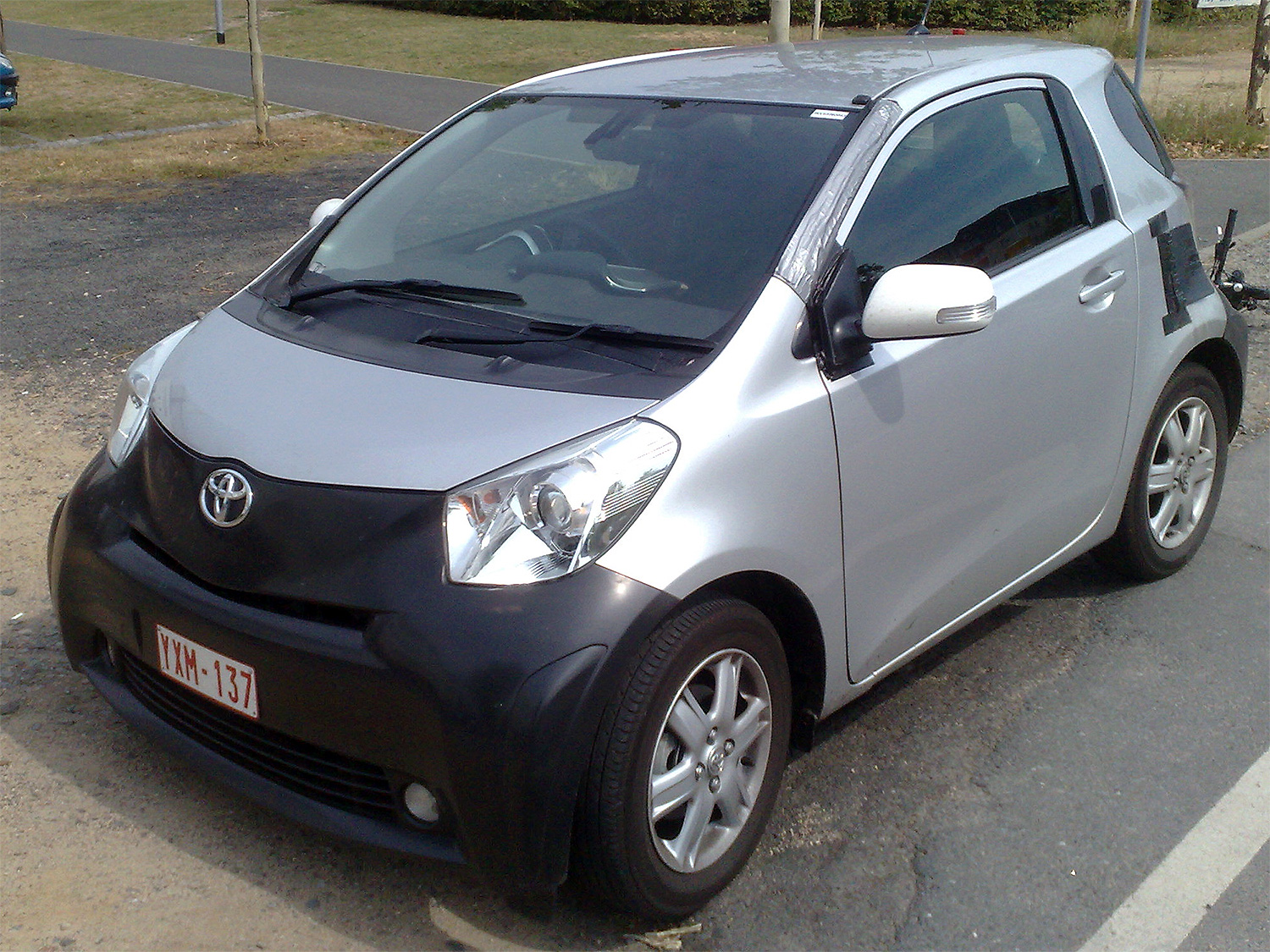
Toyota iQ bei Erprobungsfahrt mit neuen Komponenten

Als Muletto (italienisch Gabelstapler und wörtlich Maultierchen) bezeichnet man in der Fahrzeugentwicklung ein bereits in Nutzung befindliches, beziehungsweise bewährtes Fahrzeugmodell, in dem neue Teile getestet werden.

## Serienfahrzeuge
Um ein  frühzeitiges Bekanntwerden von Neuentwicklungen in der Fahrzeugentwicklung zu verhindern, werden die Fahrzeuge bei den Testfahrten häufig optisch verändert, wobei dies meist in mehreren Stufen geschieht. So fahren die ersten Prototypen mit neuer Technik oft in angepassten Karosserien ihrer Vorgänger oder anderen Modellen des Herstellers. Entwicklungsträger dieser Stufe werden oftmals als Muletto bezeichnet, in Anspielung auf die Mischung aus neuer Technik und fremder oder alter Hülle.
Steht das neue Design fest, geht die Tarnung der Karosserie zuerst in Richtung Vollverkleidung und nimmt dann mit Näherrücken der Präsentation immer mehr ab. Ab hier werden die Fahrzeuge Erlkönige genannt. Dazu werden an markanten Konturen Abdeckungen und Verkleidungen angebracht, die das tatsächliche Aussehen verschleiern sollen.

## Motorsport
Im Motorsport steht diese Bezeichnung auch für einen Ersatzwagen, der insbesondere bei den Testfahrten zur Abstimmung des Fahrwerks, Elastizitätsprüfungen des Motors und Auswahl des Reifentyps zum Einsatz kommt. Ist im Reglement ein speziell abgestimmtes Fahrzeug für die Trainingssitzungen, also ein T-Car zugelassen, wurde dies oft auch als Entwicklungsträger (Muletto) genutzt.
Bei kleineren bis mittleren Teams wurden diese oft als Chassis Nr. 3 benannt, da diese oft aus Kostengründen nur über drei Kohlenstofffaser-Monocoque verfügten.
Mitte der 1990er-Jahre konnten es sich die finanzkräftigen Teams wie McLaren, Williams, Benetton und Ferrari leisten, bis zu fünf „Monopostos“ zu den Rennen zu transportieren, was sowohl die Fertigungs- als auch die Transportkosten gerade bei Terminen in Übersee explodieren ließ. Ursprünglich hatte man den Muletto immer als ein Reservefahrzeug angesehen, das im Falle eines Trainingsunfalls für das jeweils verunglückte Fahrzeug herangezogen wurde. Damit zumindest eine Vorabstimmung getroffen war, bestimmte man bei Teams, in denen keine eindeutige Stallhierarchie herrschte, per Los denjenigen Fahrer, der diesen Wagen zugeordnet bekommen würde. Denn dies bestimmte nicht nur die Grundabstimmung des Fahrwerks, sondern auch – weil die Piloten selten über identische Körpermaße verfügten – die Einstellungen der Pedalerie, des Lenkrades oder des Schalensitzes.
Da diese Arbeiten der Mechaniker damals bis zu 15 Minuten benötigten, war dies im Samstags-Qualifying oft eine sehr knappe Angelegenheit, bei der die Abstimmung meist hintenanblieb, sodass die Fahrer im Muletto oft nur vergleichsweise mäßige Start-Platzierungen herausfahren konnten.
Seit der Formel-1-Saison 2008 ist ein fahrbereites Ersatzfahrzeug, zu der Zeit auch zumeist gleichzeitig das T-Car, verboten.